# Camarea triphylla
Camarea triphylla là một loài thực vật có hoa trong họ Malpighiaceae. Loài này được Mart. ex A.Juss. mô tả khoa học đầu tiên năm 1840.